# Physalaemus soaresi
Physalaemus soaresi är en groddjursart som beskrevs av Eugenio Izecksohn 1965. Physalaemus soaresi ingår i släktet Physalaemus och familjen Leiuperidae. IUCN kategoriserar arten globalt som starkt hotad. Inga underarter finns listade i Catalogue of Life.